# Retable Baronci
Le Retable Baronci (en italien : Tavola Baronci ou encore Pala del beato Nicola da Tolentino) est une peinture religieuse attribuée à Raphaël. Les parties de l'ensemble démembré, en partie perdues, sont actuellement exposées dans divers musées. Il s'agit de la première œuvre documentée du peintre.

## Histoire
Le retable a été commandé par Andrea di Tommaso Baronci (qui lui donna ainsi son nom) le 10 décembre 1500 à Raphaël et Evangelista da Pian di Meleto, assistant historique de son père Giovanni Santi afin de décorer la chapelle familiale de l'église Sant'Agostino de Città di Castello (aujourd'hui disparue).
Sur le contrat, Raphaël, bien que débutant, était déjà mentionné comme magister Rafael Johannis Santis de Urbino, et son nom était placé avant l'ancien collaborateur de son père, témoignant officiellement qu'il était déjà considéré, à peine âgé de dix-sept ans, comme un peintre autonome ayant terminé son apprentissage.
L'œuvre réalisée a été remise au commanditaire le 13 septembre 1501.
En 1789, à la suite d'un tremblement de terre, le retable a été gravement endommagé et il fut décidé de le sectionner afin d'en récupérer les parties le mieux conservées.
Jusqu'en 1849, les pièces furent conservées a Vatican puis leurs traces furent perdues.

## Description et style

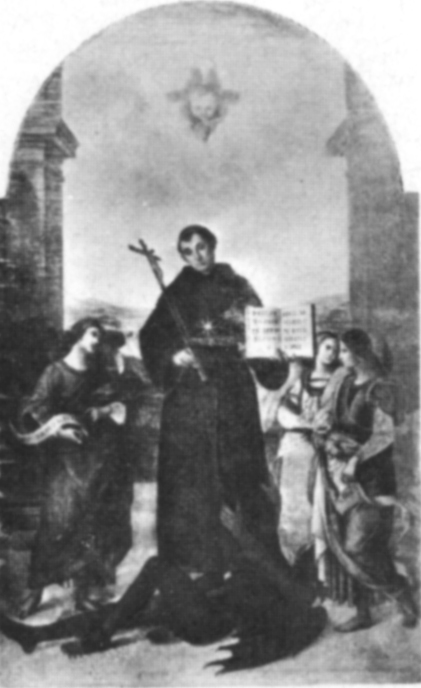
Copie partielle du retable, Ermenegildo Costantini, 1791

De l'œuvre originale il existe une copie partielle réalisée en 1791 par Ermenegildo Costantini qui est conservée à la
Pinacothèque communale de Città di Castello ainsi que quelques dessins préparatoires (Ashmolean Museum d'Oxford,
Musée des Beaux-Arts de Lille), qui permettent de se faire une idée de la composition originale.
Le bienheureux Niccolò Mauruzi da Tolentino
est situé au centre du tableau, écrasant le démon, accompagné de trois anges portant des phylactères (deux à droite et un à gauche).
Le saint tenait de sa main gauche un livre ouvert et un long crucifix. La partie supérieure du retable, absente de la copie du XVIIIe siècle montrait un triple couronnement du saint par le Christ dans une mandorle de chérubins, la Vierge Marie agenouillée et par Augustin d'Hippone dans ses habits d'évêque. L'arrière-plan devait être composé par une ample arcade ouverte sur le paysage.
La prédelle montrait des épisodes de la vie du saint.
Les morceaux connus sont :
- Ange, transféré sur toile, 31 × 27 cm, Pinacothèque Tosio Martinengo, Brescia.
- Ange, 58 × 36 cm, Musée du Louvre, Paris.
- Christ entre chérubins et la tête de la Vierge, 112 × 115 cm,Musée Capodimonte de Naples,
- Nicola da Tolentino ressuscitant deux colombes, 29,2 × 54 cm, Detroit Institute of Arts,Détroit.
- Nicola da Tolentino secourant un enfant en train de se noyer, 26,7 × 51,8 cm, Detroit Institute of Arts, Détroit.

L'attribution de ces fragments ne fait pas l'unanimité et certaines pièces comme celles de Détroit et Naples sont attribuées parfois à Evangelista di Pian di Meleto.
L'image du Christ adopte une posture péruginesque et archaïque que l'on retrouve aussi dans les travaux du père de Raphaël, comme la Pala Buffi pour l'église San Francesco à Urbino.
Plus convaincantes sont les Vierge et anges dans lesquelles on retrouve des influences du style contemporain de Pinturicchio.
La conception du retable est probablement le fruit de Raphaël. En effet, les dessins préparatoires sont, tant en qualité qu'en souplesse, supérieurs à ceux de son maître Pérugin.

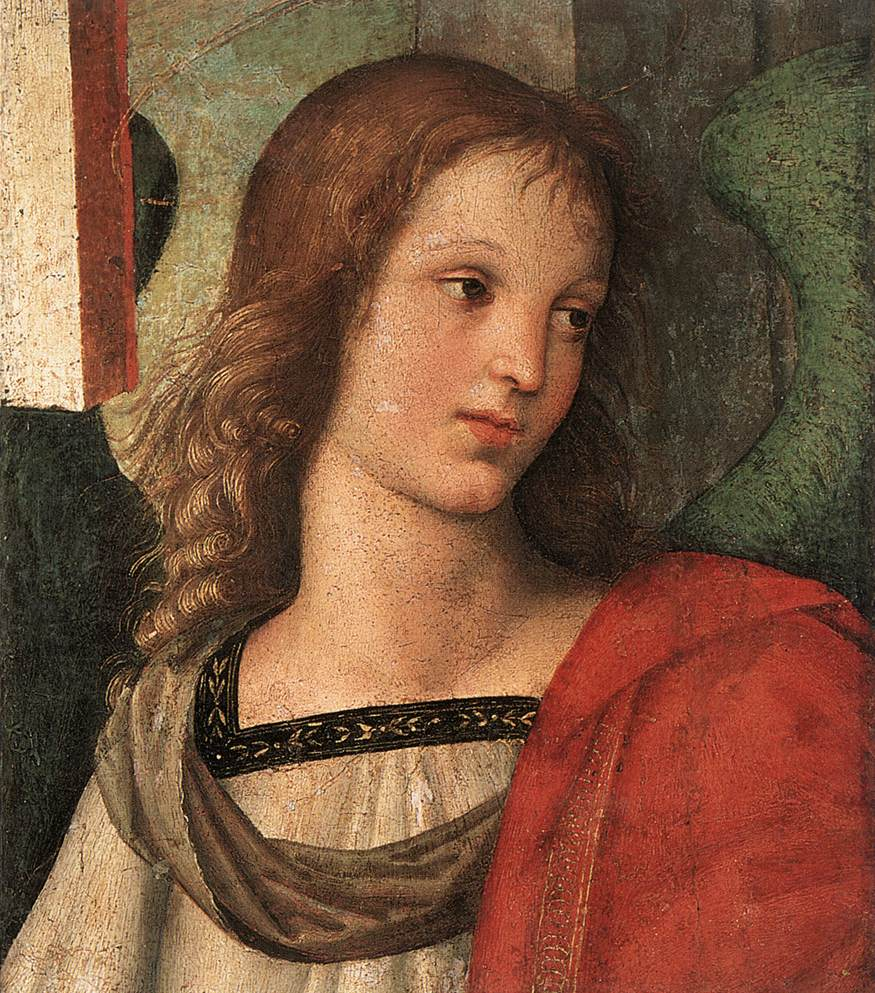
Ange retable Baronci, Pinacothèque Tosio Martinengo.
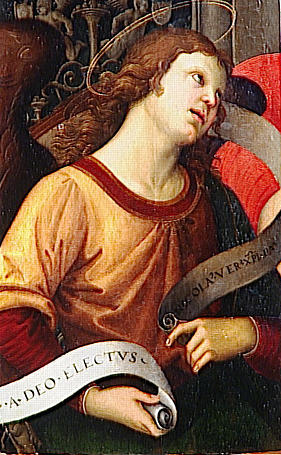
Ange retable Baronci, Musée du Louvre.
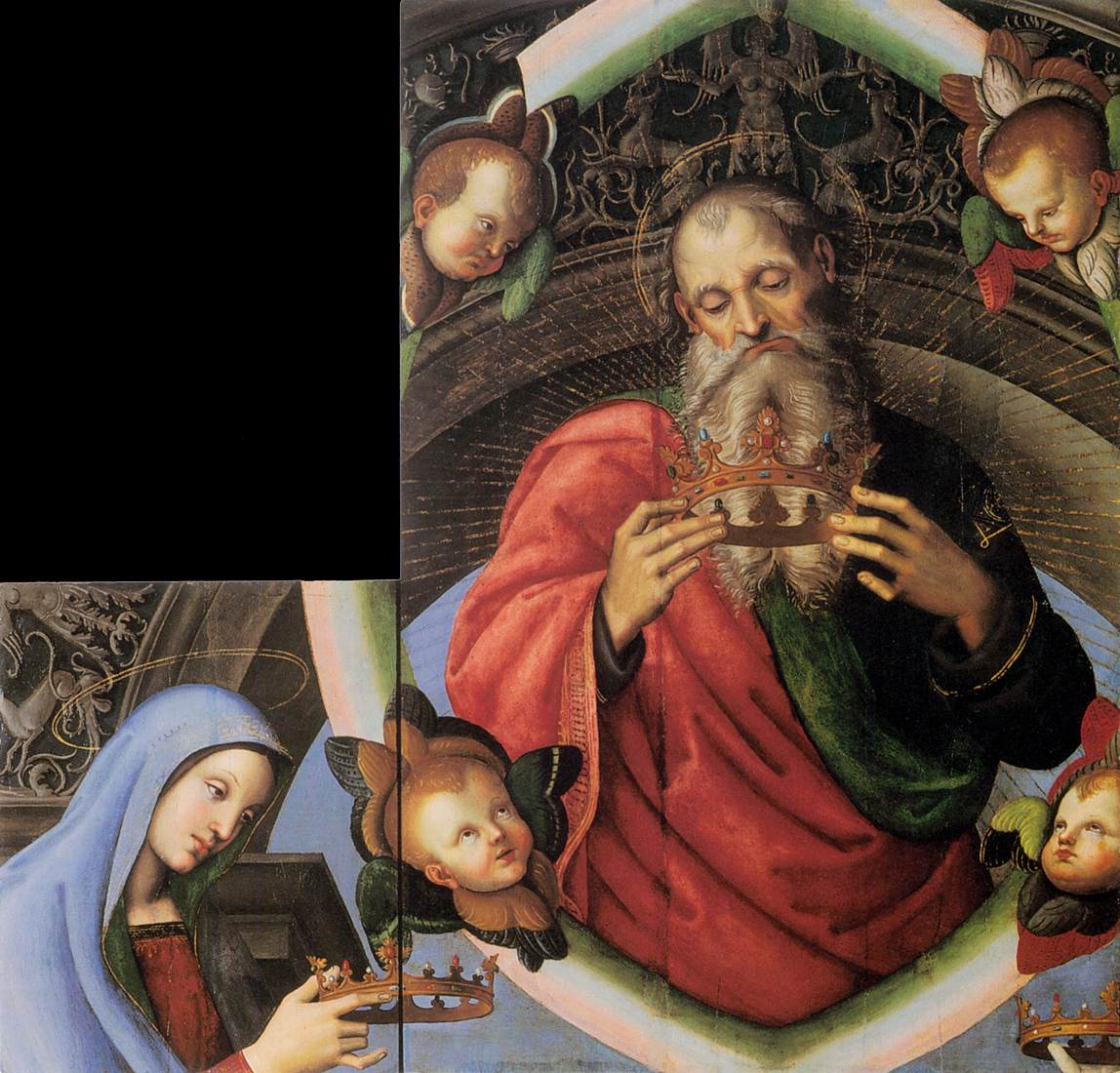
Le Christ entre chérubins et la tête de la Vierge, Musée Capodimonte de Naples.
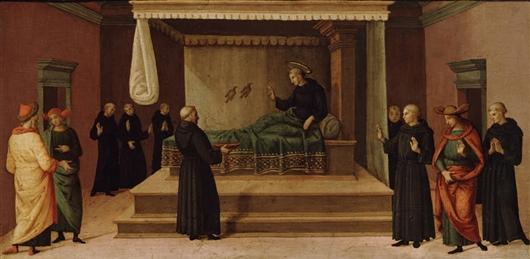
Nicola da Tolentino ressuscitant deux colombes, Detroit Institute of Arts.
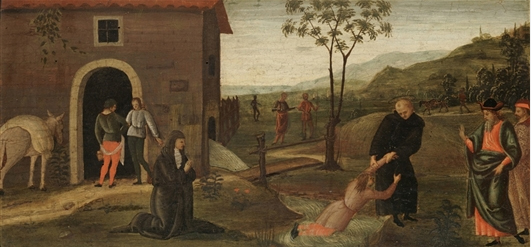
Nicola da Tolentino sauvant un enfant de la noyade, Detroit Institute of Arts.
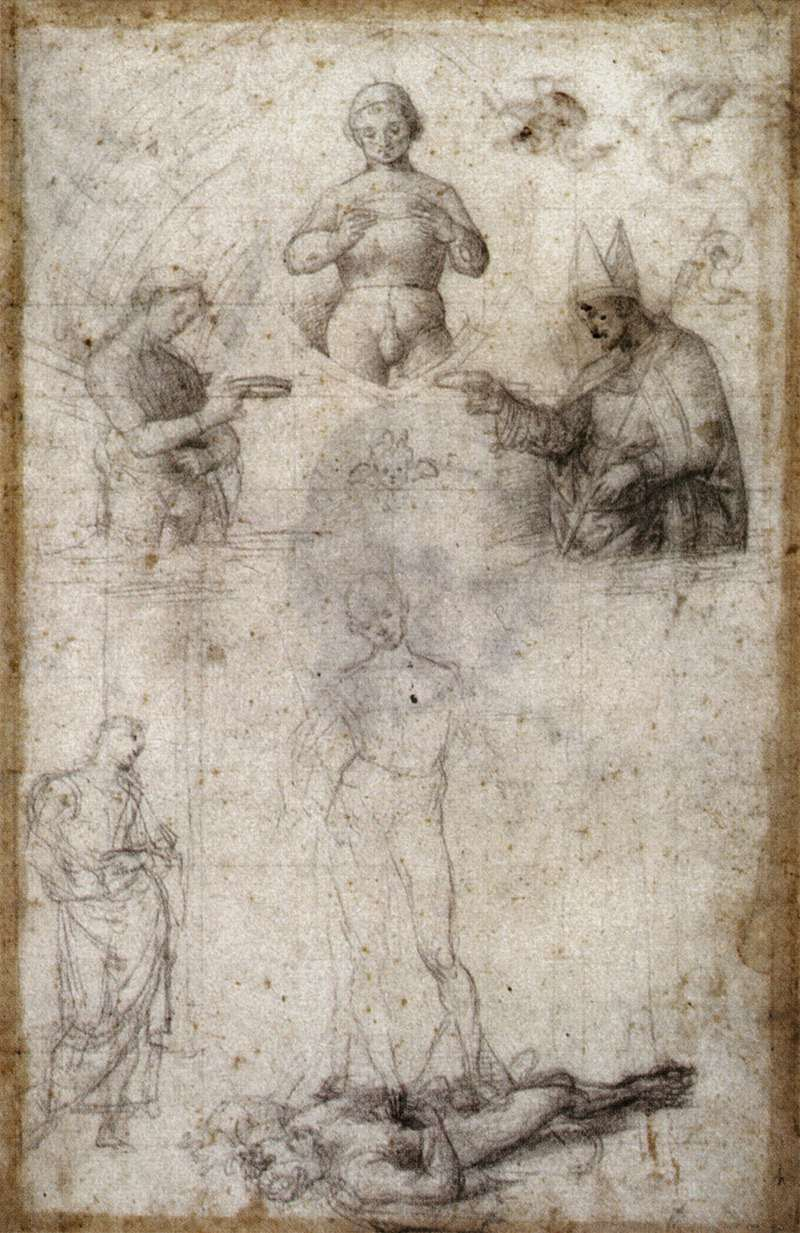
Dessin préparatoire, Palais des Beaux-Arts de Lille.
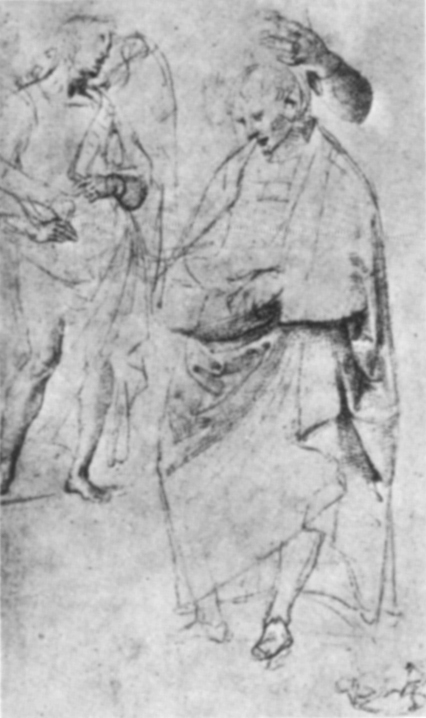
Dessin préparatoire, Ashmolean Museum d'Oxford.